# Episodi di Streghe (serie televisiva 1998) (ottava stagione)
L'ottava e ultima stagione della serie televisiva Streghe è composta da 22 episodi ed è stata trasmessa negli Stati Uniti dal canale The WB dal 25 settembre 2005 al 21 maggio 2006.
In Italia è stata trasmessa da Rai 2 dal 15 giugno 2006 al 3 agosto 2006.
Gli antagonisti principali sono: Christy, Dumain e la Triade.
In quest'ultima stagione entra nel cast principale Kaley Cuoco. Drew Fuller ricompare come guest. Brian Krause è presente solo in dodici episodi.
A partire dal primo episodio di questa stagione la sigla è una versione strumentale della sigla originale.
| nº | Titolo originale               | Titolo italiano                    | Prima TV USA      | Prima TV Italia |
| -- | ------------------------------ | ---------------------------------- | ----------------- | --------------- |
| 1  | Still Charmed & Kicking        | Dure a morire                      | 25 settembre 2005 | 15 giugno 2006  |
| 2  | Malice in Wonderland           | Streghe nel paese delle meraviglie | 2 ottobre 2005    | 15 giugno 2006  |
| 3  | Run, Piper, Run                | Corri, Piper, corri!               | 9 ottobre 2005    | 15 giugno 2006  |
| 4  | Desperate Housewitches         | Desperate Housewitches             | 16 ottobre 2005   | 22 giugno 2006  |
| 5  | Rewitched                      | Identità svelate                   | 23 ottobre 2005   | 22 giugno 2006  |
| 6  | Kill Billie: Vol. 1            | Kill Billie: Vol. 1                | 30 ottobre 2005   | 22 giugno 2006  |
| 7  | The Lost Picture Show          | Una foto per sempre                | 6 novembre 2005   | 29 giugno 2006  |
| 8  | Battle of the Hexes            | La battaglia dei sessi             | 13 novembre 2005  | 29 giugno 2006  |
| 9  | Hulkus Pocus                   | Hulkus Pocus                       | 20 novembre 2005  | 29 giugno 2006  |
| 10 | Vaya con Leos                  | Patto con il destino               | 27 novembre 2005  | 6 luglio 2006   |
| 11 | Mr. & Mrs. Witch               | Mr. & Mrs. Witch                   | 8 gennaio 2006    | 6 luglio 2006   |
| 12 | Payback's a Witch              | Ostaggi                            | 15 gennaio 2006   | 6 luglio 2006   |
| 13 | Repo Manor                     | Imprigionate                       | 22 gennaio 2006   | 13 luglio 2006  |
| 14 | 12 Angry Zen                   | La schiera cinese                  | 12 febbraio 2006  | 13 luglio 2006  |
| 15 | The Last Temptation of Christy | L'ultima tentazione di Christy     | 19 febbraio 2006  | 13 luglio 2006  |
| 16 | Engaged and Confused           | Fidanzati e confusi                | 26 febbraio 2006  | 20 luglio 2006  |
| 17 | Generation Hex                 | Generazione magica                 | 16 aprile 2006    | 20 luglio 2006  |
| 18 | The Torn Identity              | A caccia della verità              | 23 aprile 2006    | 26 luglio 2006  |
| 19 | The Jung and the Restless      | L'uno o l'altro                    | 30 aprile 2006    | 26 luglio 2006  |
| 20 | Gone with the Witches          | Via con le streghe                 | 7 maggio 2006     | 3 agosto 2006   |
| 21 | Kill Billie: Vol. 2            | Kill Billie: Vol. 2                | 14 maggio 2006    | 3 agosto 2006   |
| 22 | Forever Charmed                | Streghe per sempre                 | 21 maggio 2006    | 3 agosto 2006   |

## Dure a morire
- Titolo originale: Still Charmed & Kicking
- Diretto da: James L. Conway
- Scritto da: Brad Kern

### Trama
A casa Halliwell si celebrano i funerali delle sorelle, morte combattendo contro Zankou. In realtà le Halliwell hanno soltanto finto la loro morte, per poter vivere una vita finalmente tranquilla lontano dai demoni e hanno trasformato con la magia il loro aspetto. Al funerale è presente Victor Bennett, il padre di Piper e Phoebe, che comunque conosce la verità sulle nuove identità delle figlie. Paige si rende conto di essersi tagliata troppo fuori dal mondo, visto che al suo funerale ci sono solo Leprecauni e nani; per questo prende le sembianze della ex modella, scrittrice e personaggio televisivo statunitense Janice Dickinson e va a piangere sulla sua stessa tomba tra la meraviglia dei presenti. Paul Haas, un misterioso agente immobiliare che poi si rivela essere un demone propone a Victor di vendere la casa. Paul, Elkin e gli altri demoni intanto cercano di accertarsi che le tre sorelle siano morte davvero e attaccano Victor prima a casa Halliwell che però viene salvato da una misteriosa strega che uccide Elkin, (incontrato precedentemente) e un altro demone. In seguito Paul va con un'altra pattuglia di demoni a casa di Victor per conoscere la sua decisione in quanto alla vendita della casa e per obbligarlo o ucciderlo in caso di rifiuto, ma trovano il piccolo Wyatt che li elimina tranne Paul, poiché deve mandare un messaggio agli altri demoni. In realtà Piper si era trasformata in Wyatt e Phoebe in Victor per far arrivare ai demoni l'avvertimento che in caso di attacco Wyatt li avrebbe eliminati: questo però non fa altro che insospettire Paul in quanto tutto ciò non poteva essere stato architettato solo dal bambino. Piper Phoebe e Paige sotto le sembianze di Jenny Julie e Jo (cugine tra loro) cercano di avere una vita normale con le loro nuove identità. Phoebe ha una premonizione stringendo la mano a Dex, presente al suo funerale, secondo la quale i due si sposeranno. Intanto una nuova strega è in circolazione per dare la caccia ai demoni, e inconsapevolmente invia richieste d'aiuto a Paige, che non può fare a meno di ignorare il richiamo della sua nuova protetta.
- Guest star: Jennifer Rhodes (Penny Halliwell), James Read (Victor Bennett), Rebecca Balding (Elise Rothman), Glenn Morshower (Agente Keyes), Mykel Shannon Jenkins (Paul Haas), Jason Lewis (Dex Lawson), Brandon Quinn (Agente Murphy), Nigel Gibbs (Jonnah), Derek Magyar (Elkin), Beatrice Rosen (Jenny Bennett), Dorian Brown (Nuova Piper), Adrienne Wilkinson (Nuova Phoebe), Janice Dickinson (Nuova Paige), Todd Cahoon (Uomo al bar).
- Altri interpreti: Amanda Sickler (Sophie), Darion Basco (Dominique), Harry Dillon (Gregg), Marisa Lauren (Taylor), Monica Allgeier (Julie Bennett), Cristina Ulloa (Jo Bennett), Andrew McGinnis (Louis Bennett), Keith MacKechnie (Tom).
- Non accreditati: Jason & Kristopher Simmons (Wyatt Halliwell).

## Streghe nel paese delle meraviglie
- Titolo originale: Malice in Wonderland
- Diretto da: Mel Damski
- Scritto da: Brad Kern

### Trama
I demoni come Paul e Black Heart non sono certi che le Prescelte siano morte, così prima prendono il controllo della Scuola di Magia e dopo cercano di attirarle in una trappola usando come esca la scomparsa di alcuni innocenti. Questi ultimi vengono attirati in un vicolo cieco da un coniglio bianco (i demoni prendono l'idea da Alice nel paese della meraviglie, poiché già in passato le sorelle erano cadute in trappola grazia alle fiabe) e poi risucchiati in un tombino dove i demoni li confondono come fecero la Regina di Cuori e il Cappellaio Matto con Alice, quindi li rimandano nel mondo reale in uno stato di confusione totale. Intanto le sorelle cercano di avere una vita normale: Paige cerca di entrare in polizia, Phoebe conosce Dex sotto le sembianze di Julie e Piper cerca di avere un po' di tempo per sé. Tuttavia Piper fatica a ignorare i sensi di colpa sapendo della scomparsa di giovani innocenti così come Paige non può ignorare il tintinnio nelle orecchie causato dal richiamo della giovane strega; così dopo aver chiesto consiglio a sua nonna va alla ricerca della sua protetta e si ritrova nel bel mezzo di uno scontro tra la ragazza e un demone. La trappola con il coniglio bianco serve ad attirare la giovane strega e nel mezzo dello scontro appare Paige convinta più che mai a scoprire perché la ragazza la sta invocando. Il demone-coniglio scappa e racconta tutto a Paul che comincia ad avere dei sospetti poiché sa che una della prescelte era anche un angelo bianco. Finalmente sole Paige e la strega di nome Billie Jenkins possono parlare: Billie ha ottenuto da poco i suoi poteri, ma è già molto sveglia e sa alcune cose sulla magia: ma tutto ciò è per lei un gioco. Paige torna a casa cercando di convincere le sorelle a eliminare i demoni. Intanto Billie ignora le intimazioni di Paige e segue il demone-coniglio nel vicolo diventando prigioniera. I due demoni sono convinti che lei sia una delle prescelte camuffata e così cercano di confonderla come gli altri innocenti in modo da attirare lì le altre due sorelle. In suo aiuto arrivano le Halliwell che eliminano prima il demone-coniglio e poi Paul rivelando la loro identità a Billie che promette di mantenere il segreto in cambio di qualche lezione sulla magia.
- Guest star: Mykel Shannon Jenkins (Paul Haas), Jason Lewis (Dex Lawson), Beatrice Rosen (Jenny Bennett), Noa Tishby (Black Heart), Crystal Kwon (Agente Maron), Michael Dempsey (Bud), Ted Sutton (Agente), Michael McLafferty (Istruttore).
- Altri interpreti: Marisa Lauren (Taylor), Monica Allgeier (Julie Bennett), Cristina Ulloa (Jo Bennett), Andrew McGinnis (Louis Bennett), Michael Trevino (Alastair), Brittany Eldridge (Alexis), Annie Burgstede (Alicia).
- Curiosità: questo è l'unico episodio della serie dove Phoebe funge anche da "voice-over" (voce fuori campo), proprio come Carrie Bradshaw in Sex and the City, telefilm citato dalle sorelle a inizio episodio.[1][2]

## Corri, Piper, corri!
- Titolo originale: Run, Piper, Run
- Diretto da: Derek Johansen
- Scritto da: Cameron Litvack

### Trama
Per avere una nuova vita Piper cerca di trovarsi un altro lavoro oltre alla gestione del P3. Dopo un colloquio di lavoro con Piper, il direttore dell'azienda invia la sua foto alla polizia per un controllo, prima di assumerla. Purtroppo i tratti del viso di Piper-Jenny coincidono con quelli della modella francese Maya ricercata per l'omicidio di un fotografo, così Piper viene arrestata. Intanto Phoebe-Julie, grazie all'intervento di Dex ottiene il posto alla rubrica dei consigli (già sua) al Bay Mirror. In seguito ha una premonizione secondo la quale un terremoto rovinerà la presentazione d'arte di Dex. Intanto Paige, dopo aver trovato la vera Maya grazie a un'immagine su una rivista dalla quale Piper si era ispirata per il suo nuovo volto, la orbita in cella e riporta a casa Piper. Questa però nel frattempo ha scoperto che in realtà la modella è innocente: il vero assassino è l'ex fidanzato, che era venuto a parlare con lei in prigione credendola Maya, e che ha ucciso il fotografo perché Maya lo aveva tradito con lui. La vera Maya esce di prigione grazie a una cauzione pagata dall'uomo che, una volta portata a casa, la spinge giù da un balcone per ucciderla. Fortunatamente Piper la blocca prima che questa si schianti e la porta a casa Halliwell. Dopo aver appreso da Maya che l'uomo ha il terrore di invecchiare, Billie suggerisce di spingerlo a confessare sfruttando questa sua grande paura. Così Billie va a casa dell'uomo spacciandosi per la sostituta dell'estetista che ogni sera va a rifargli la manicure. Con un incantesimo fa sì che l'uomo allo specchio si veda vecchio e intanto Phoebe e Paige (con l'aspetto di Maya) e la vera Maya lo ossessionano poiché lui crede che Maya sia morta. Maya lo spinge giù dal balcone dove Piper (con l'aspetto di Jenny quindi simile a Maya) lo blocca prima che si schianti e lo costringe a confessare. Phoebe non riesce a impedire a Dex di fare la sua esposizione nonostante il terremoto e così capisce che la sua visione non serviva a impedire il disastro, ma a far sì che lei fosse lì in quel momento per far scoccare la scintilla tra lei e Dex. Finito tutto, Piper è costretta a scegliere un nuovo aspetto e un nuovo nome: sarà Jemie, una nuova cugina.
- Guest star: Jason Lewis (Dex Lawson), Beatrice Rosen (Maya Holmes\Jenny Bennett), Davis Gaines (Walter Nance), Jennifer Taylor (Eva), Charles Emmett (Harper Jennings), Ken Garito (Assistente di Walter).
- Altri interpreti: Harry Dillon (Gregg), Monica Allgeier (Julie Bennett), Cristina Ulloa (Jo Bennett), Stefan Marks (Seth Perra), Robert Mammana (Ispettore Parker), Yvette Tucker (Lois), Tina Morasco (Vivian), Ramona Gaddis (Kate), Joshua Lopez (Tommy), Katie Rowe (Jax), Johnny Holiday (Walter da anziano).
- Non accreditati: Jason & Kristopher Simmons (Wyatt Halliwell).

## Desperate Housewitches
- Titolo originale: Desperate Housewitches
- Diretto da: Jon Paré
- Scritto da: Jeannine Renshaw

### Trama
All'asilo di Wyatt è prossima una recita così Piper si dà da fare per cucire i costumi al figlio. Paige sospetta che Dex, il ragazzo di Phoebe, sia un casanova e così si mette a indagare su di lui nonostante gli ammonimenti di Phoebe; scopre così che frequenta una certa Sylvia e cerca di saperne di più. Intanto all'asilo, la madre capoclasse Mandy fa impazzire Piper a causa della sua esasperata perfezione. Mandy è in realtà posseduta da un demone, che fa amicizia con Wyatt per poterlo rapire ed utilizzare i suoi poteri per riportare in vita la Sorgente e creare la perfetta famiglia demoniaca. La donna riesce a ottenere la piena fiducia del bambino e lo prende e lo porta con sé alla Scuola di Magia dove un gruppo di demoni sta lavorando per risvegliare la Sorgente: ma per questo serve anche il potere di Wyatt. Intanto Billie si annoia con le lezioni di magia di Leo, e così quando lo sente parlare della Scuola di Magia, usa una pozione per trasferirvisi assieme a lui. Ma una volta arrivati, i due scoprono che la scuola è stata invasa dai demoni che hanno rapito Wyatt. Poiché Billie non ha la pozione per tornare indietro, lei e Leo si camuffano da demoni e cercano l'incantesimo per tornare a casa in un libro. Leo decide comunque di restare per vegliare sul figlio.
Quando Piper va a prendere Wyatt a scuola e non lo trova, scopre che lo ha preso Mandy, ma poiché il figlio della donna è ancora lì, capisce che questa è un demone. Una volta a casa Billie informa Piper e Phoebe su quanto sta succedendo alla Scuola di magia e sul fatto che i demoni vogliono rievocare la Sorgente dagli inferi. L'incantesimo per risvegliare la Sorgente va a buon fine e Mandy cerca di convincerlo a crescere Wyatt come un demone, per vendicarsi delle streghe che lo hanno ucciso. Leo cerca di allontanare Wyatt dalla Sorgente, spacciandosi per un ex compagno di Zankou che ha combattuto a casa Halliwell, e che quindi conosce il bambino, ma viene scoperto. Piper, Phoebe e Paige arrivano alla Scuola di Magia e, invece di eliminare la Sorgente, eliminano il demone che l'ha evocato eliminando così anche la Sorgente, poiché era legato al demone evocatore. Piper e Leo assistono come una coppia normale alla recita di Wyatt, dove c'è anche Mandy, ormai liberata dal demone, ma in stato confusionale, poiché privata dei ricordi.
- Guest star: Peter Woodward (La Sorgente), Jason Lewis (Dex Lawson), Michelle Stafford (Mandy), Elizabeth Greer (Demone possessore), Alana de la Garza (Sylvia), Antonio Jaramillo (Dillon), Philipp Karner (Bob).
- Altri interpreti: Amanda Sickler (Sophie), Jason & Kristopher Simmons (Wyatt Halliwell), Ragan Wallake (Jamie Bennett), Christina Ulloa (Jo Bennett), Christine Elise McCarthy (Miss Diane), Priscilla Garita (Stacy), Catherine King (Marcy), Marcus Mitchell (Kam).

## Identità svelate
- Titolo originale: Rewitched
- Diretto da: John Kretchmer
- Scritto da: Rob Wright

### Trama
Il demone Antosis grazie all'aiuto di un altro demone, intrappola nei vicoli ciechi e uccide con uno sciame di piccoli diavoletti i buoni samaritani: di questo caso si occupa l'agente Murphy della sicurezza nazionale. Per cercare di aumentare il numero di clienti nel P3, Piper organizza uno speed dating al quale trascina anche Paige. Billie intanto dà la caccia ad Antosis e viene sorvegliata da Murphy che la va a trovare a casa Halliwell e le lascia il suo biglietto da visita, convinto che lei sappia qualcosa sulle sorelle Halliwell. Phoebe intanto deve partire con Dex per una vacanza. Billie cerca informazioni nel Libro delle Ombre e trova invece un incantesimo per gli innamorati e, convinta di aiutare Phoebe, lo pronuncia. Questo porta Phoebe e Dex a sposarsi nel giro di un'ora facendo avverare così la premonizione di Phoebe. Intanto al P3 Paige conosce un ragazzo durante lo speed dating. Una volta tornati a casa, Phoebe e Dex si liberano dall'effetto dell'incantesimo e si rendono conto di ciò che hanno fatto. Al P3, l'agente Murphy mostra a Piper-Jemie le foto delle vittime di Antosis, convinto che anche lei sappia qualcosa sulle sorelle Halliwell e le svela che lui non è una minaccia, ma un aiuto e che secondo lui le sorelle se sono ancora vive dovrebbero tornare a combattere il male. Billie intanto cerca di eliminare Antosis ma per questo serve il potere del trio così lo attira a casa Halliwell dove le sorelle lo eliminano. A Piper Phoebe e Paige manca la loro vecchia identità (infatti Dex è convinto di aver sposato Julie e non Phoebe, mentre il ragazzo del P3 conosce Paige con il nome e le sembianze di Jo) quindi si liberano dei loro nuovi volti e vanno nell'ufficio di Murphy dove, in cambio di un aiuto da parte loro nei casi dove sono coinvolti i demoni, lui deve dire alla stampa che la sicurezza nazionale ha finto la morte delle sorelle per salvare loro la vita visto che erano state testimoni di un crimine. Così le sorelle ritornano alla loro vecchia vita e Phoebe rivela a Dex di essere una strega: l'uomo rimane scioccato.
- Guest star: Jason Lewis (Dex Lawson), Brandon Quinn (Agente Murphy), Reynaldo Gallegos (Antosis), Cullen Douglas (Maestro dei diavoletti), Nick Steele (Whit), Josh Daugherty (Nick).
- Altri interpreti: Ragan Wallake (Jamie Bennett), Monica Allgeier (Julie Bennett), Cristina Ulloa (Jo Bennett), Andrew McGinnis (Louis Bennett).

## Kill Billie: Vol. 1
- Titolo originale: Kill Billie Vol. 1
- Diretto da: Michael Grossman
- Scritto da: Elizabeth Hunter

### Trama
Le sorelle sono braccate dai giornalisti che non danno loro pace e Phoebe cerca di riallacciare un rapporto con Dex anche perché crede di essere incinta, ma non sa come dirglielo visto che hanno già divorziato. Billie intanto dà la caccia a un demone di nome Dogan che uccide altri demoni al fine di acquisire ulteriori poteri e diventare il capo, ora che il trio è ritornato. Ma Billie una volta di fronte a Dogan viene bloccata da un ricordo della sua infanzia ed è costretta a scappare: torna a casa e fa un incantesimo per dimenticare il ricordo e torna a dare la caccia al demone. Per evitare che Piper trasformi ancora i giornalisti in topi, Paige cerca di convincere Seth Perra, un Giornalista del Bay Mirror a rinunciare a un servizio su di loro utilizzando il fatto che anni prima una donna era morta a causa di un suo servizio, così lo perseguita con l'immagine del fantasma della donna. Billie intanto una volta di fronte a Dogan è di nuovo bloccata dal vecchio ricordo e scappa nuovamente. Visto che il trucco del fantasma non funziona, Paige chiede aiuto agli Anziani che le suggeriscono di mostrare ai giornalisti quanto la loro vita sia normale. Così Paige fa fare ai giornalisti un giro della casa mostrando loro le stanze e un litigio matrimoniale degli inconsapevoli Leo e Piper che stanno attraversando una crisi. I giornalisti se ne vanno e Phoebe scopre di non essere incinta. Billie si rende conto che il demone che sta cercando di uccidere potrebbe essere quello che 15 anni fa ha rapito sua sorella Christy e confida le sue paure alle sorelle: mentre fa ciò Dogan appare e la rapisce. Lei però riesce a eliminarlo lanciandogli una pozione in bocca. Phoebe pubblica nella sua rubrica una lettera per Dex, visto che non riesce a parlargli di persona. Dopo averla letta lui la va a trovare in ufficio e lei gli dice che aveva paura di dirgli che era incinta, ma che ora sapeva di non esserlo. Entrambi si prendono un periodo per capire se si sono fidanzati per amore o per via della premonizione di Phoebe.
- Guest star: Jason Lewis (Dex Lawson), Nigel Gibbs (Jonnah), Eric Steinberg (Dogan), Stefan Marks (Seth Perra), Zach Johnson (Tomar).
- Altri interpreti: Amanda Sickler (Sophie), Hollis Robinson (Billie da bambina), Allie Orsatti (Christy da bambina), Laura Milby (Carol Flowers), Jimi Antoine (Abet), Dylan Kenin (Sentry), Ian Spelling (Ian).
- Non accreditati: Brian Oerly (Reinhardt).

## Una foto per sempre
- Titolo originale: The Lost Picture Show
- Diretto da: Jonathan West
- Scritto da: Doug E. Jones e Andy Reaser

### Trama
Billie passa tutta la notte a cercare sua sorella con il cristallo, ma invano. Intanto un Vaklav, un demone fotografo libera un umano JD dal suo collage: egli infatti cattura i futuri angeli bianchi e li intrappola nelle foto. JD riesce a scappare ma viene investito da una macchina e portato all'ospedale. Intanto Paige sta per recarsi a un colloquio di lavoro quando appare Sam: JD infatti era un suo protetto e dopo 50 anni che era scomparso Sam ora lo percepisce di nuovo. Paige è ostile verso Sam e cerca di affidare a una delle due sorelle il compito di aiutarlo: ma Piper e Leo stanno andando da un consulente matrimoniale (sotto consiglio di Paige) e Phoebe è impegnata alla banca del seme perché è stufa di stare ferma ad aspettare che il vero amore la trovi in modo da poter avere la figlia che ha visto nella premonizione. Paige chiede anche aiuto a Murphy che fa in modo di far dimettere JD dall'ospedale, ma qui sorprende Vaklav che sta cercando di rapire il ragazzo e gli spara senza successo. Murphy informa Paige che quello di JD non è il primo caso di sparizione improvvisa (scoprono in seguito che tutte le vittime hanno visto la luce di un flash da macchinetta fotografica prima di sparire). Sam porta JD a casa Halliwell dove, dopo averlo guarito, lo lascia nelle mani di Billie poiché Leo e Piper sono impegnati (invece di un normale consulente sono andati da un indovino che ha scambiato i loro corpi) e Phoebe non è ancora tornata a casa (ma ha capito che vuole una figlia dal suo vero amore e non da uno sconosciuto). JD si risveglia e capisce di essere fuori posto perché il 2005 non è la sua epoca così fugge per cercare la sua famiglia (nel frattempo morta) e Billie lo segue. Vaklav intanto approfitta dell'assenza di Paige per intrappolare Sam nella foto. Leo e Piper con l'aiuto di Phoebe riescono ad annullare l'incantesimo e a ritornare ognuno nel proprio corpo. Nel frattempo Billie e JD tornano a casa, ma JD si convince che il demone vuole la sua vita in cambio della liberazione di Sam, e, sentendosi debitore nei suoi confronti, dopo aver addormentato Billie che lo sorvegliava si consegna a Vaklav il quale lo uccide. Paige cerca in tutti i modi di rintracciare Sam e, sotto consiglio di Leo, lo invoca chiamandolo per la prima volta papà: Sam riesce così a liberarsi dalla fotografia portando con sé tutti gli altri prigionieri e anche il demone. Paige immediatamente scatta una foto a Vaklav con la sua macchina fotografica demoniaca, e in questo modo lo intrappola. Tutto è tornato normale e Billie va a fare visita alla tomba di JD fatta dai genitori del ragazzo 50 anni prima.
- Guest star: Scott Jaeck (Sam Wilder), Brandon Quinn (Agente Murphy), Will Snow (Vaklav), Jay Kenneth Johnson (J.D. Williams), Mandy June Turpin (Wendy), Bert Rosario (Indovino), John Brandon (Mr. Sawyer).

## La battaglia dei sessi
- Titolo originale: Battle of the Hexes
- Diretto da: Levar Burton
- Scritto da: Jeannine Renshaw

### Trama
Piper ha difficoltà a ingaggiare una band famosa per il P3 perché è rimasto chiuso per molto tempo, così Leo si offre per darle una mano tramite un suo amico agente. Phoebe intanto è impegnata in un gran numero di appuntamenti nella speranza di trovare l'amore. A Paige è stato assegnato un nuovo protetto: è Speed, un ragazzo di colore destinato a essere un angelo bianco solo se non smarrisce la retta via. Billie intanto è impegnata a scuola per un compito sulla teoria dello Yin e dello Yang secondo la quale la donna è tenera e tendenzialmente debole e con la quale lei non è molto d'accordo. L'agente Murphy intanto chiede alle sorelle di esaminare le prove di vecchi casi strani irrisolti e, visto che Piper e Paige sono impegnate, Phoebe chiede aiuto a Billie. Nell'esaminare le prove Billie indossa una cintura che la trasforma in una superstrega. Phoebe e Billie tornano di corsa a casa e scoprono da Leo che la cintura fu un dono di Gaia a Ippolita, la regina greca uccisa da Ercole, e che via via avrebbe preso controllo di Billie fino a ucciderla. Paige intanto trova il suo protetto in cattive compagnie (Donnie) e interviene il poliziotto Henry che lo arresta: Paige li segue in centrale per dimostrare l'innocenza del giovane. Intanto il demone Zira, stanca di essere sotto il controllo di demoni uomini, chiede aiuto a Sollal per avere più potere e il demone scopre che il potere della cintura di Gaia si è risvegliato e con Zira architettano un piano in modo da far sì che la padrona della cintura prima di morire li liberi dall'autorità della banda di demoni ai quali Zira è sottomessa. Billie intanto va a scuola (dopo aver reso Leo accidentalmente invisibile e dopo averlo fatto tornare normale su richiesta di Piper momentaneamente sotto l'influsso della cintura insieme a Phoebe) e il potere della cintura comincia a prevalere: infatti scatena una rissa tra uomini e donne. In quella confusione appare Zira che convince Billie a seguirla (già prima aveva fatto in modo che Billie accorresse in aiuto di un innocente allo scopo di farle eliminare la banda di demoni, ma la ragazza ne aveva eliminati solo alcuni). Zira convince Billie a creare insieme a lei un'Utopia di donne. Paige intanto viene informata da Henry che Speed sta per rapinare un negozio di liquori con Donny e insieme scommettono 20 dollari: Paige che Speed non rapinerà il negozio e Henry che invece lo farà. In effetti il ragazzo è a bordo dell'auto dei rapinatori, ma all'ultimo momento cambia idea e, ferito con un coltello da Donnie, fugge. Piper e Phoebe sono preoccupate per Billie e la evocano con l'incantesimo per trovare una strega perduta: l'incantesimo ha effetto, ma Billie si sente tradita (il potere della cintura è ormai forte) quando le sorelle cercano di tenerla ferma col cristallo e fugge da Zira dove insieme cominciano a eliminare i demoni uomini. Paige e Henry intanto trovano il giovane Speed a casa ferito e Henry lo porta in commissariato. Paige torna a casa e con le sorelle e Leo vanno alla Scuola di Magia per cercare di togliere la cintura a Billie con un incantesimo. Proprio mentre Billie elimina l'ultimo demone arriva Leo invisibile e comincia a cercare l'incantesimo prima che sia troppo tardi: infatti Billie sta già male e da un momento all'altro potrebbe morire. All'improvviso arrivano le sorelle che pronunciano l'incantesimo e tolgono la cintura a Billie mettendola a Zira che muore nel giro di un secondo. Billie non ricorda niente e Piper le spiega che Leo le ha salvato la vita: Ying e Yang hanno collaborato come è giusto che sia. Le sorelle terminano la giornata al P3 dove l'amico di Leo è riuscito a ingaggiare una cantante famosa. Al commissariato intanto Henry controlla il coltello di Donnie, che è stato arrestato, come gli ha consigliato Paige: il coltello è sporco di sangue e ciò conferma la versione di Speed dei fatti. Henry chiama Paige per chiederle se vuole 20 dollari in contanti o un assegno e per informarla che Speed è libero.
- Special musical guest star: Liz Phair.
- Guest star: Ivan Sergei (Henry Mitchell), Jennifer Tung (Zira), David Figlioli (Tai), Arjay Smith (Speed), Chris Spencer (Smitty), Thomas Newton (Prof. Harris), Scott Allen Rinker (Sollal).
- Altri interpreti: Romeo Brown (Donnie), Anthony Molinari (Cabbie), Mark McDaniels (Jerry), Alina Andrei (Kendal), Jake Swallow (Tom).

## Hulkus Pocus
- Titolo originale: Hulkus Pocus
- Diretto da: Joel F. Feigenbaum
- Scritto da: Liz Sagal

### Trama
L'agente Murphy chiede aiuto alle sorelle quando un demone scappa dalla custodia governativa. Le Halliwell scoprono che un virus creato dal governo si sta diffondendo tra gli esseri magici provocando la fuoriuscita di una loro versione "Hulkizzata". Dopo che Billie viene graffiata da un demone e rimane infettata dal virus, Piper e Leo lottano contro il tempo per cercare un antidoto che le salvi la vita. Le sorelle capiscono che l'unica maniera per salvare Billie è rimanere infette con il virus e trasformarsi anche loro in versioni "Hulkizzate". Nel frattempo, Paige ha l'incarico di sorvegliare un bambino quando uno dei carcerati liberi sulla parola di cui si occupa Henry viene arrestato. Phoebe riflette sulla sua premonizione errata in cui lei ha una bambina.
- Guest star: Brandon Quinn (Agente Murphy), Nigel Gibbs (Jonnah), Ivan Sergei (Henry Mitchell), David Dayan Fisher (Margoyle), Andres Saenz-Hudson (Ernesto), Chad Allen (Emrick), Morgan Rusler (Demone Indovino).
- Altri interpreti: Sierra Paris (P.J. Halliwell), Lance E. Nichols (Joe), Dominic Daniel (Demone tracker), Majken Poulsen (Hulk Piper), Spice Williams-Crosby (Hulk Phoebe), Cory Everson (Hulk Paige), Cameo Kneuer (Hulk Billie), Todd Tucker (Hulk krychek demone).

## Patto con il destino
- Titolo originale: Vaya Con Leos
- Diretto da: Janice Cooke Leonard
- Scritto da: Cameron Litvack

### Trama
L'Angelo della Morte appare a Piper e le dice di prepararsi a dire addio a Leo, poiché presto verrà a prenderlo: la sua morte fa parte del Grande Disegno ed è quindi inevitabile. Piper però non si rassegna e fa un incantesimo per far guadagnare a Leo un po' di tempo, che però fallisce, e trasforma l'aspetto di ogni uomo in quello di Leo. Si rivolge allora agli Anziani ed alle Incarnazioni per chiedere aiuto e salvare il marito, ma senza risultato. Nel frattempo, Phoebe e Billie cercano delle tracce su Christy, sorella di Billie scomparsa da 15 anni, e incrociano il loro percorso con quello di Burke, un cacciatore di taglie che tiene le sue vittime congelate come trofei. Burke infatti, è stato assunto dalla Triade per eliminare il demone Reinhardt che non ha eseguito gli ordini della Triade dopo aver rapito Christy sempre su ordine della Triade e ora Billie è sulle tracce del demone per scoprire dov'è sua sorella. Paige intanto si serve dell'aiuto di Henry per tentare di scoprire perché Leo è destinato a morire. Alla fine Piper, insieme alle sorelle, invoca l'Angelo del Destino per ottenere delle risposte, e questa rivela loro che presto dovranno affrontare un'immane minaccia, e che proprio il dolore per la perdita di Leo darà loro la forza di combattere. Piper allora convince l'Angelo a stringere un patto: Leo verrà ibernato e portato via, ma se loro riusciranno a vincere la battaglia finale potrà tornare. Dopo che Leo è stato ibernato e portato via dall'angelo del destino, Burke, fatto un armistizio con le sorelle, viene lasciato vivere ma, dopo che queste e Billie se ne vanno, viene eliminato insieme a Reinhardt (che era stato ibernato precedentemente da Burke) dalla Triade per aver stretto l'armistizio con le sorelle.
- Guest star: Simon Templeman (Angelo della morte), Ivan Sergei (Henry Mitchell), Denise Dowse (Angelo del destino), Darren Pettie (Burke), Eugene Robert Glazer (Anziano), Bianca Chiminello (Incarnazione), Dennis Cockrum (Venditore di auto usate).
- Altri interpreti: Brian Oerly (Reinhardt), Freddy Andreiuci (Lenny), Rueben Grundy (Dr. Jessup).
- Non accreditati: Jason & Kristopher Simmons (Wyatt Halliwell).

## Mr. & Mrs. Witch
- Titolo originale: Mr. and Mrs. Witch
- Diretto da: James L. Conway
- Scritto da: Rob Wright

### Trama
Billie è agitata per l'arrivo dei suoi genitori (chiamati da Phoebe) poiché pensa che non si siano interessati a sua sorella da quando è scomparsa (dice che loro risucchieranno tutta la vita presente in casa e improvvisamente dei fiori freschi appassiranno). Prima di andare a prendere i genitori Billie fa un salto ad un'azienda privata, Pelham, il cui co-proprietario è stato rapito tanti anni prima, nella speranza di avere aiuto dal titolare facendogli toccare un foglio stregato in modo da capire se ha poteri o no, scoprendo che li ha; a un tratto entra il cugino dell'uomo e apre una discussione sul fatto di non voler rendere pubblica l'azienda. Henry intanto invita Paige per un drink dopo la cena con i genitori di Billie, mentre Piper cerca di filmare ogni momento di vita quotidiana per mostrarlo a Leo quando ritornerà, infastidendo Phoebe che ha un problema con un consiglio da dare nella sua rubrica. La cena è molto silenziosa e le sorelle sembrano imbarazzate poiché ogni argomento di conversazione viene snobbato o trascurato dal padre di Billie. Paige se ne va per il suo drink e Billie inizia un'animata discussione con i genitori riguardo Christy, fin quando, ad un certo punto, involontariamente li trasforma in due spietati assassini senza incantesimi o pozioni: infatti scopre di avere un nuovo potere, quello della proiezione che permette di trasformare persone e cose. I signori Jenkins dopo aver legato Piper vanno via in cerca di altre avventure e Billie cerca di rintracciarli col cristallo insieme a Phoebe e Paige, tornata a casa dopo che Henry non si è presentato all'appuntamento. I sig. Jenkins sono a fare stragi in vicoli malfamati e cercano anche di sparare a Billie quando arriva con Paige e Phoebe: le tre fanno appena in tempo ad andare via. Intanto alla Pelham, il co-proprietario Dalvon, aiutato dalla sua tata-demone, vuole prendere il controllo dell'azienda per fare una società potente di demoni. La tata va in cerca di Billie perché ha scoperto che è una strega e, vedendo cosa sono diventati i genitori di lei, convince Dalvon a ingaggiarli per uccidere il cugino e diventare presidente. Billie con Paige e Piper trovano i suoi genitori nel momento in cui stanno per sparare al cugino di Dalvon durante una conferenza stampa: Piper blocca il tempo e Paige allontana il proiettile dall'uomo. Appare però la tata demone che dice alle sorelle che i Jenkins saranno accusati di omicidio perché quell'uomo morirà comunque: infatti Dalvon, che non si è bloccato, gli spara. A una conferenza stampa Dalvon dice che forse i Jenkins hanno ucciso suo cugino perché aveva rifiutato di aiutare Billie nella ricerca della sorella dopo aver scoperto che i genitori l'avevano cercata invano 15 anni. Per discolpare i Jenkins Piper si trasforma in Dalvon e rivela alla stampa che è lui l'omicida. Billie in lacrime riesce a ritrasformare i genitori che stavano cercando di uccidersi a vicenda. Helen, la madre di Billie, le spiega che hanno cercato Christy per tanti anni ma invano. Poi le dice che tutte e due erano streghe come la nonna, ma la magia aveva saltato una generazione e le dà il diario di Christy sperando che le possa essere d'aiuto. Sull'ultima pagina c'è disegnato un simbolo di cui Helen non ha capito il significato. Paige va da Henry e gli chiede perché lui non riesce ad affezionarsi alle persone, lui dice che è colpa della sua infanzia in orfanotrofio dove appena si affezionava a qualcuno poi doveva andare via. Dopo di questo Paige lo bacia.
- Guest star: Ivan Sergei (Henry Mitchell), David Starzyk (Carl Jenkis), Barbara Niven (Helen Jenkins), Meagen Fay (Nanta), Sean McDermott (Rod Dalvos), Colby French (Grant Pelham).
- Altri interpreti: Darion Basco (Dominique), Brandon Molale (Rocco), Tiffany Phillips (Dorrie).
- Non accreditati: Jason & Kristopher Simmons (Wyatt Halliwell).

## Ostaggi
- Titolo originale: Payback's a Witch
- Diretto da: Mel Damski
- Scritto da: Brad Kern

### Trama
Wyatt è triste per l'assenza di Leo e Piper cerca di consolarlo. Un Anziano appare in casa e Piper gli chiede se ha notizie di Leo e della battaglia che devono affrontare, ma lui non sa niente. Afferma che quella di Wyatt è solo una reazione e che in fondo è un bravo bambino: Wyatt orbita una torta sulla faccia dell'Anziano.
Intanto Billie in soffitta tortura un demone possessore per farsi dire a chi appartiene il simbolo sul diario di Christy. Improvvisamente arriva Piper che le dice di smettere perché giù sta per cominciare la festa per i tre anni di Wyatt, e mentre le due discutono Rohtul scappa. Intanto Paige è in banca con Henry: infatti entrambi garantiscono per far sì che la banca conceda un prestito a Nick Edwards, un ex marines ed ex detenuto che vuole tornare sulla retta via. Intanto Piper è preoccupata per come debba sentirsi Wyatt per il fatto che alla festa manchi Leo, e Phoebe si offre di parlare col piccolo. Per cercare di coinvolgerlo nella conversazione, Phoebe dà la parola all'orsacchiotto di peluche di Wyatt e lui, seguendo il suo esempio, dà vita a tre dei suoi pupazzi: un soldato, un cowboy e un indiano. Billie cerca Paige e la trova alla banca ma, proprio in quel momento, l'impiegato rifiuta il prestito a Nick che dà di matto (infatti i soldi gli servivano per il figlio) e sfonda la porta della banca con un'auto, prendendo tutti in ostaggio. A casa Halliwell intanto è cominciata la festa e i tre pupazzi viventi (che hanno le dimensioni di un uomo) di Wyatt che fanno da intrattenitori. Paige in banca chiede di andare in bagno e da lì orbita a casa dicendo alle sorelle la situazione e chiedendo loro di trovare Justin, il figlio di Nick che, secondo Henry, potrebbe calmare il padre. Piper chiede aiuto anche a Murphy su consiglio di Paige. Una volta uscita dal bagno Paige chiede a Billie se è capace di fare una pozione col contenuto delle borse degli ostaggi che è stato svuotato a terra per permettere a Nick di prendere i portafogli. Intanto fuori dalla banca si raduna la polizia e tra la folla c'è anche un demone che fa capo a Rohtul: infatti Rohtul dopo essere fuggito è andato alla Scuola di Magia dove, con altri demoni, è giunto all'accordo di pedinare Billie e di scoprire i suoi punti deboli per distruggerla. Vedendo la situazione attuale, i demoni decidono di mettere Billie e Paige alle strette: o salvare gli innocenti della banca e quindi di rivelare il loro segreto, o di lasciarli morire. Henry cerca di scendere a compromessi con Nick (dopo che l'uomo ha anche parlato con il figlio rintracciato da Piper) e ci riesce, ma mentre l'uomo sta per consegnargli la pistola un altro poliziotto in borghese tra gli ostaggi cerca di sparare a Nick che decide di non cedere più e di aspettare il suo elicottero e andare via con i soldi. La pallottola del poliziotto ha colpito Henry. Paige convince Nick a lasciare andare Henry perché ha bisogno di cure e Nick accetta, ma proprio in quel momento Rohtul si impossessa del suo corpo e fa capire a Billie e a Paige la sua identità (Paige si rende conto delle telecamere nella banca e fa il segnale per indicare emergenza demoni sperando che Piper la veda dagli schermi della polizia che sono in contatto con le telecamere della banca. Piper capisce il segnale. Arriva l'elicottero richiesto da Nick, ma Rohtul si rifiuta di andarsene, infatti ha messo Paige alle strette: o orbita Henry fuori e lo salva rivelando i suoi poteri alle persone o lo lascia morire nella banca. Intanto a casa, Phoebe è alle prese con i pupazzi di Wyatt che cercano Leo per tutta la casa: a un certo punto capisce che i pupazzi sono lo stesso Wyatt e che il bambino crede che Leo sia andato via per colpa sua. Paige è china su Henry, sconvolta, ma a un tratto lo guarisce grazie ai suoi poteri di Angelo Bianco. Billie intanto è riuscita a combinare qualcosa con la sua pozione e la lancia contro il demone facendo un gran fumo (nel fumo si vedono le lucine bianche di Angelo Bianco di Paige, ma nessuno dei presenti se ne accorge) e di conseguenza Rohtul infuriato prende Billie e se ne va sull'elicottero. Abbandona l'elicottero nel parco e porta Billie alla Scuola di Magia dove ci sono altri demoni pronti a ucciderla, ma Billie respinge le sfere di energia eliminando Dominax, Xamo e un altro demone e afferra Nick\Rohtul e lo orbita a casa mentre alla scuola di magia rimane solo Creo con altri demoni. Una volta a casa si scopre il trucco: nel fumo Paige ha scambiato la sua identità con quella di Billie (Billie in quel momento è alla banca e dopo aver salutato Henry va via). Piper e Phoebe colto il segnale precedente di Paige, hanno preparato una pozione per distruggere Rohtul e così Billie lo elimina. Quando è tutto finito, Piper parla con Wyatt e gli spiega che Leo è coraggioso, così come è coraggioso quello che sta facendo adesso e che lo tiene lontano da casa ma che non è assolutamente colpa sua: gli promette che farà tutto ciò in suo potere per riavere suo padre. Wyatt ritrasforma i tre pupazzi in giocattoli.
- Guest star: Ivan Sergei (Henry Mitchell), Karl Makinen (Nick Edwards), Alex Fernandez (Tenente Sanchez), John Richard Todd (Anziano), David Meunier (Rohtul).
- Altri interpreti: Tina Morasco (Vivian), Joel Stoffer (Creo), Miranda Kwok (Dominax), Boris Kievsky (Xamo), Lee Reherman (Soldato), Gil Birmingham (Indiano), Paul Townsend (Cowboy), Gary Poux (Demone inseguitore).
- Non accreditati: Jason & Kristopher Simmons (Wyatt Halliwell).

## Imprigionate
- Titolo originale: Repo Manor
- Diretto da: Derek Johansen
- Scritto da: Doug E. Jones

### Trama
Phoebe si rende conto di dover andare avanti con la sua vita, e decide di andare ad abitare in un nuovo appartamento, mentre Paige pensa di dire il suo segreto a Henry, e Piper cerca di mantenere il controllo dopo aver perduto Leo. Nel frattempo, Billie prosegue le ricerche della sua sorella scomparsa. Le sorelle Halliwell sono però costrette a rimanere letteralmente sotto lo stesso tetto quando un demone, Savard, le rapisce, le rimpicciolisce e le imprigiona nella "casa delle bambole" copia esatta di Villa Halliwell. Savard insieme a tre sorelle demoni vuole incanalare il Potere del Trio e poi uccidere il Re degli schiavi che ha reso schiava la loro tribù di demoni (che prima ne facevano parte) e le sorelle demoni ci riusciranno. In seguito Savard viene ucciso in inganno da Piper e più tardi grazie all'aiuto di Billie le sorelle Halliwell prendono il posto delle sorelle demoni e quindi sono loro che vanno a finire nella casa delle bambole. Infine Piper senza esitare fa scoppiare la casa delle bambole con le sorelle demoni all'interno. In seguito Phoebe si trasferisce e Paige rivela il suo segreto a Henry e lui lo accetta.
- Guest star: Ivan Sergei (Henry Mitchell), Michael J. Anderson (Andrew O'Brian), Faran Tahir (Savard), Lisa Jay (Pilar), Janelle Giumarra (Phoenix)
- Altri interpreti: Erin Cummings (Patra), Hans Howes (Zakal), Adam Leadbeater (Re degli schiavi), Scout Taylor-Compton (Fata)

## La schiera cinese
- Titolo originale: 12 Angry Zen
- Diretto da: Jon Paré
- Scritto da: Cameron Litvack

### Trama
In cerca di informazioni su Leo, Piper scopre un messaggio di aiuto di Lo Pan, un monaco custode di un bastone sacro buddista che contiene il potere dell'Influenza dello Zodiaco cinese. Lo Pan insegna a Billie come utilizzare il suo potere della proiezione per ritrovare la sorella Christy. Phoebe festeggia la sua indipendenza ed il trasferimento dalla villa con una festa di inaugurazione del suo nuovo appartamento che finisce fuori controllo. Paige presenta a Henry il mondo della magia, portandolo in giro a orbitare. Il demone Novak insieme ad altri demoni cercherà di impossessarsi del bastone come sta tentando di fare da anni ma fallirà.
- Guest star: Ivan Sergei (Henry Mitchell), Julian Ovenden (Novak), Clyde Kusatsu (Lo Pan), Tony Lee (Cane), Mark Adair-Rios (Magnus).
- Altri interpreti: Jason & Kristopher Simmons (Wyatt Halliwell), Stephanie Patton (Christy da bambina), Daniel Southworth (Ratto), John Dennis (Vicino di Phoebe).

## L'ultima tentazione di Christy
- Titolo originale: The Last Temptation of Christy
- Diretto da: John Kretchmer
- Scritto da: Liz Sagal e Rick Muirragui

### Trama
Paige comincia a rendersi conto della difficoltà nell'uscire con un uomo mortale quando Henry cerca di immergersi nel mondo della magia, e si sente ancora più in conflitto quando Sir Simon Marks, un nuovo corteggiatore, arriva nella speranza di convincerla a sposarlo per diventare così la coppia magica più potente. Piper intanto si imbatte in un suo ex, il vigile del fuoco Greg, che vorrebbe riprendere a vederla, ma lei è decisa ad aspettare il ritorno di Leo. Nel frattempo Billie è riuscita a ritrovare sua sorella Christy, che era stata rapita anni prima da alcuni demoni, e assieme a Phoebe cerca di aiutare la ragazza a superare il trauma. Alla fine dell'episodio Henry chiede a Paige di sposarlo e lei accetta. Inoltre si scopre anche che dietro il rapimento di Christy c'è la Triade, ritornata per avere il potere supremo.
- Guest star: Jason Shaw (Greg), Ivan Sergei (Henry Mitchell), Marnette Patterson (Christy Jenkins), Soren Oliver (Asmodeus), Steven J. Oliver (Baliel), Leland Crooke (Candor), Warren Derosa (Sir Simon Thaddeus Reginald Marks), Allan Louis (Dreylock), Jason Manuel Olazabal (Java).
- Altri interpreti: Jason & Kristopher Simmons (Wyatt Halliwell), Josh Feinman (Demone guardia).

## Fidanzati e confusi
- Titolo originale: Engaged and Confused
- Diretto da: Stuart Gillard
- Scritto da: Jeannine Renshaw

### Trama
Piper organizza una festa di fidanzamento per Paige e Henry, ma il matrimonio dei due è a rischio quando la coppia inizia a ripensarci. Phoebe nota uno strano uomo che la segue, Coop, e ben presto scopre che si tratta di Cupido in persona. Nel frattempo, Xar rapisce Christy per convincere le sorelle ad attaccare la Triade ed impedire loro di capeggiare il mondo sotterraneo. Le sorelle si scontrano con la Triade nella scuola di magia, uccidendone due su tre. Candor l'unico sopravvissuto indicherà a Christy, la quale è dalla loro parte, che ora dovrà proseguire da sola il loro progetto. L'episodio si conclude con il matrimonio tra Paige e Henry.
- Guest star: Ivan Sergei (Henry Mitchell), Marnette Patterson (Christy Jenkins), Soren Oliver (Asmodeus), Steven J. Oliver (Baliel), Leland Crooke (Candor), Victor Webster (Coop), Larry Cedar (Xar), J.D. Cullum (Demone).
- Altri interpreti: Jason & Kristopher Simmons (Wyatt Halliwell), Brien Perry (Ciril), Gloria Grant (Prete).

## Generazione magica
- Titolo originale: Generation Hex
- Diretto da: Michael Grossman
- Scritto da: Rob Wright

### Trama
Dopo che Paige e Henry partono in luna di miele, Cupido(Coop)porta Phoebe in un viaggio attraverso le sue relazioni passate nel tentativo di farle riscoprire il piacere e l'eccitazione per l'amore.
Intanto due ragazzi con poteri magici, che erano alunni di Leo alla scuola di magia, arrivano a villa Halliwell per rifugiarsi dall'attacco di due demoni, costringendo Piper a occuparsi di loro. I genitori di Billie e Christy arrivano in città in visita alle figlie, ma Christy rifiuta di vederli per mettere alla prova Billie. Intanto Candor teme che Christy passi dalla parte del bene e quindi fa uccidere da Pator e Rondok i genitori delle sorelle Jenkins. Assetato di vendetta nei confronti degli studenti Rondok viene mandato sul piano astrale dato la sua invincibilità mentre Pator aspetta la ricompensa della Triade per aver ucciso Carl ed Helen Jenkins. Dopo aver scoperto il colpevole della morte dei suoi genitori, Christy furiosa elimina Candor e in quel momento Candor rivela a Christy che ha superato la prova finale.
- Guest star: David Starzyk (Carl Jenkins), Barbara Niven (Helen Jenkins), Marnette Patterson (Christy Jenkins), Leland Crooke (Candor), Victor Webster (Coop), John Rosenfeld (Pator), David S. Lee (Rondok), James Immekus (Ryan), Kimberlee Peterson (Jen).
- Altri interpreti: Jason & Kristopher Simmons (Wyatt Halliwell).
- Filmati di repertorio: Julian McMahon (Cole Turner), Eric Dane (Jason Dean), Nick Lachey (Leslie St. Claire), Billy Zane (Drake dè Mon), Jason Lewis (Dex Lawson), Tyler Christopher (Anton), Rebecca Balding (Elise Rothman), Monica Allgeier (Julie Bennett).

## A caccia della verità
- Titolo originale: The Torn Identity
- Diretto da: LeVar Burton
- Scritto da: Andy Reaser

### Trama
Coop cerca di trovare il perfetto accoppiamento amoroso per Phoebe ma in seguito Coop si rende conto di essersi innamorato lui stesso di Phoebe, proprio quando la donna decide di voler stare con un mortale. Nel frattempo, di ritorno dalla luna di miele, Paige capisce che è difficile bilanciare la vita matrimoniale con Henry e le sue responsabilità come strega e angelo bianco. Intanto Piper con le sue sorelle trova Pator e cerca di scoprire chi è stato il mandante dell'esecuzione dei coniugi Jenkins, ma Christy seguendo soprattutto i consigli di Creo e anche della Triade con l'aiuto di Billie lo eliminano e confermano che sono loro collegate al Potere Supremo. Alla fine Piper capisce che le sorelle Jenkins sono una minaccia e cerca di convincere Paige a eliminarle. Intanto Christy fa lo stesso con Billie per quanto riguarda le sorelle Halliwell.
- Guest star: Marnette Patterson (Christy Jenkins), Ivan Sergei (Henry Mitchell), Victor Webster (Coop), John Rosenfeld (Pator), Ron Melendez (Michael), Brian Mulligan (Jondar).
- Altri interpreti: Jason & Kristopher Simmons (Wyatt Halliwell), Joel Stoffer (Creo), Andrew Cooper Wasser (Rahl), David Guzzone (Dennis).

## L'uno o l'altro
- Titolo originale: The Jung and the Restless
- Diretto da: Derek Johansen
- Scritto da: Cameron Litvack

### Trama
Le sorelle Halliwell sono messe in uno stato di sogno onirico da Christy per provare a Billie che ciascuna delle loro "verità interiori" è frutto dell'egoismo. Nel frattempo, Paige cerca di salvare il suo nuovo incarico, Mikelle, un futuro angelo bianco che è stato catturato da un leader degli angeli neri al fine di portare Paige allo scoperto. Paige è la prima a liberarsi da questo sogno però finisce subito nella trappola di Salek. Piper e Phoebe anche loro liberate da questo sogno arrivano nel covo dell'angelo nero dove Piper lo elimina e Mikelle diventata ora un angelo bianco guarisce Paige dalle frecce avvelenate di Salek. Infine le sorelle Halliwell si rendono conto di dover eliminare le sorelle Jenkins altrimenti saranno loro a farlo.
- Guest star: Marnette Patterson (Christy Jenkins), Victor Webster (Coop), Elizabeth Dennehy (Sandra), Sara Downing (Mikelle), Peter Wingfield (Salek).
- Altri interpreti: Jason & Kristopher Simmons (Wyatt Halliwell), Darion Basco (Dominique), Gordon Wells (Leo da anziano), Mathew Scollon (Sid).

## Via con le streghe
- Titolo originale: Gone with the Witches
- Diretto da: Jonathan West
- Scritto da: Jeannine Renshaw

### Trama
Presso la Scuola di Magia Christy continua la sua opera di lavaggio del cervello su Billie per farle credere che il Trio sia il male e che sia necessario eliminare le sorelle. Per questo si serve di Dumain, un demone che dice di essere stato inviato da un potere supremo per mostrare il destino a Billie e a Christy. In realtà Dumain serve la Triade che, anche se eliminata, continua il suo piano come presenza spirituale. Solo con la morte delle sorelle la Triade potrà tornare fisicamente nel mondo. Paige chiede ai Leprecauni di introdursi nella Scuola di Magia per identificare l'entità maligna che si nasconde là. Nella Scuola i Leprecauni vengono attaccati dai demoni e sono proprio Billie e Christy a salvarli. Christy e Dumain fanno credere ai Leprecauni che le sorelle si servono di loro per fare il lavoro sporco. Phoebe è sempre più innamorata di Coop e si decide a rivelargli il suo amore. Alla Scuola di Magia, Dumain, lancia un incantesimo sulle Prescelte che farà loro dimenticare che è in corso una battaglia fondamentale: Paige si dedica alla meditazione contemplativa, a Phoebe interessa solo stare con Coop e Piper viene trasformata in una casalinga anni 50. La comunità magica viene attaccata dai demoni ma l'incantesimo gettato sulle sorelle fa sì che queste si rifiutino di aiutare tutta la comunità magica. Anche Billie crede che non vi sia più alcun bene nel Trio. La sorelle sono ormai osteggiate da tutti, e si rifugeranno negli inferi per sfuggire all'attacco portato loro da Christy, Billie e dalla comunità magica. La Triade e Dumain stanno per ottenere la loro vittoria, e, una volta eliminate le Halliwell, sarà anche la volta delle Jenkins così facendo eliminerebbero tutte le streghe più potenti.
- Guest star: Marnette Patterson (Christy Jenkins), Victor Webster (Coop), Soren Oliver (Asmodeus), Steven J. Oliver (Baliel), Leland Crooke (Candor), Anthony Cistaro (Dumain), Michael J. Anderson (Andrew O'Brian), Michael Gilden (Liam).
- Altri interpreti: Jason & Kristopher Simmons (Wyatt Halliwell), Joel Stoffer (Creo), Logan Alexande (Goon), David Mattey (Orco), Cassandra Grae (Ninfa).
- Con: Scout Taylor-Compton (Fata 1), Jake Dinwiddie (Fata 2).
- Non accreditati (filmati di repertorio): Drew Fuller (Chris Halliwell), Wes Ramsey (Wyatt da giovane).

## Kill Billie: Vol. 2
- Titolo originale: Kill Billie Vol. 2
- Diretto da: Jon Paré
- Scritto da: Brad Kern

### Trama
Relegate negli inferi, le sorelle studiano un piano d'azione per eliminare Christy e Billie, che si sono insediate in casa Halliwell. Billie, pur titubante all'idea di eliminare le Halliwell, segue le indicazioni della sorella. Il Trio e le Jenkins si affrontano in casa Halliwell scagliandosi delle pozioni. Lo scontro finisce senza vincitori né vinti, ma con qualche ammaccatura. Il Trio viene avvicinato da due demoni che rivelano alle streghe che c'è la Triade dietro all'operato di Billie e Christy, e propongono alle sorelle un patto di alleanza per eliminare la Triade definitivamente. La Triade suggerisce a Dumain di evocare il potere del Vuoto, un'essenza potentissima che possiede ed è posseduta, assetata di potere e che conferisce capacità straordinarie ma conduce alla pazzia. Dumain conduce il piccolo Wyatt a casa Halliwell. Wyatt è indispensabile a Billie e Christy per evocare il Vuoto e per il suo potere di orbitare che viene assorbito dalle Jenkins. Informate dai due demoni avversari della Triade, le Halliwell decidono di fare lo stesso. Il Vuoto invade sia le Halliwell che le Jenkins, e si arriva alla battaglia finale, non prima che il Trio abbia eliminato la Triade definitivamente. Lo scontro è violentissimo e fa esplodere letteralmente villa Halliwell. Dopo la battaglia il Vuoto abbandona le streghe e si ritira negli inferi. Solo Piper e Billie sopravvivono, poiché nello scontro Paige e Christy sono state disintegrate, mentre di Phoebe rimane solo il cadavere. Visto che la battaglia finale, nonostante tutto, si è conclusa, l'Angelo del Destino riporta indietro Leo.
- Guest star: James Read (Victor Bennett), Rebecca Balding (Elise Rothman), Marnette Patterson (Christy Jenkins), Victor Webster (Coop), Soren Oliver (Asmodeus), Steven J. Oliver (Baliel), Leland Crooke (Candor), Anthony Cistaro (Dumain), Denise Dowse (Angelo del destino), Rik Young (Nomed), Donn Swaby (Zohar).
- Altri interpreti: Jason & Kristopher Simmons (Wyatt Halliwell).

## Streghe per sempre
- Titolo originale: Forever Charmed
- Diretto da: James L. Conway
- Scritto da: Brad Kern

### Trama
Dopo la morte delle rispettive sorelle, Piper e Billie cercano un modo per rimediare alla tragedia appena verificatasi. Piper e Leo, con l'aiuto dell'anello di Cupido, viaggiano nel tempo per modificare gli eventi che hanno condotto alla morte di Phoebe e di Paige. Per fare questo bisogna ricostituire il potere del Trio, e per questo dal passato vengono reclutate la madre Patty e la nonna Penny. In uno di questi viaggi incontreranno anche loro stessi nel futuro e riceveranno da essi dei consigli per vincere la battaglia. Per salvare le sorelle è necessario eliminare il Vuoto. Billie viene convinta da Dumain a usare il potere della proiezione per ottenere il medesimo risultato, in realtà Dumain vuole solo riportare indietro la Triade. Billie si rende conto di essere stata manipolata, comunque torna al momento della battaglia, così come Leo, Piper, Patty e Penny, le quali recitano una formula ed eliminano il Vuoto. A questo punto appare l'Angelo del Destino che riporta via Leo dal momento che la battaglia non è mai avvenuta e quindi non è stata vinta. Compaiono anche dal futuro Chris e Wyatt, poiché ciò che è successo ha alterato il futuro: Wyatt ha perso i poteri a causa di Billie e Christy. Billie si rende conto di essere stata ingannata anche da sua sorella e torna a casa Halliwell per ricucire la frattura con le sorelle. Dumain rapisce Coop per impadronirsi dell'anello e consentire a sé e a Christy di viaggiare indietro nel tempo. Chris e Wyatt rivelano a Phoebe che gli Anziani hanno inviato Coop proprio per Phoebe e il loro non sarà un amore proibito. Grazie a Billie, le Prescelte e Billie stessa tornano indietro nel tempo al momento in cui Christy e Dumain stanno avvisando la Triade del pericolo ed eliminano di nuovo sia la Triade che Dumain per sempre. Christy, ormai impazzita di rabbia, materializza una nube di fuoco e la scaglia contro la sorella, ma Billie la rispedisce indietro e sarà Christy a essere incenerita. Dato che ora la battaglia ha avuto l'esito voluto, l'Angelo del Destino riporta indietro Leo e stavolta definitivamente. L'episodio e la serie si concludono con le tre sorelle che scrivono sul Libro delle Ombre le proprie vicissitudini per tramandarle alle generazioni future, e viene offerto uno scorcio sul loro futuro: Piper avrà un altro figlio una bambina di nome Melinda. Leo tornerà a insegnare alla Scuola di Magia. Phoebe sposerà Coop, avrà tre figlie e continuerà il lavoro al giornale. Paige ed Henry avranno tre figli (un maschio e due gemelle). L'ultima immagine mostra Piper ormai avanti con l'età che racconta la storia della famiglia alla propria nipote. E, come a ogni finale di stagione, la porta di villa Halliwell viene chiusa con un gesto della mano, questa volta proprio dalla bambina.
- Special guest star: Drew Fuller (Chris Halliwell).
- Guest star: Jennifer Rhodes (Penny Halliwell), James Read (Victor Bennett), Finola Hughes (Patty Halliwell), Victor Webster (Coop), Ivan Sergei (Henry Mitchell), Wes Ramsey (Wyatt da giovane), Marnette Patterson (Christy Jenkins), Soren Oliver (Asmodeus), Steven J. Oliver (Baliel), Leland Crooke (Candor), Anthony Cistaro (Dumain), Denise Dowse (Angelo del destino), Ellen Geer (Piper da anziana), Gordon Wells (Leo da anziano).
- Altri interpreti: Jason & Kristopher Simmons (Wyatt Halliwell), Alexis Raich (Piper da bambina), Sierra Paris (P.J. Halliwell), Julia Di Angelo (Prudence Halliwell).